# Miesenbach bei Birkfeld
Miesenbach bei Birkfeld osztrák község Stájerország Weizi járásában. 2018 januárjában 696 lakosa volt.

## Elhelyezkedése

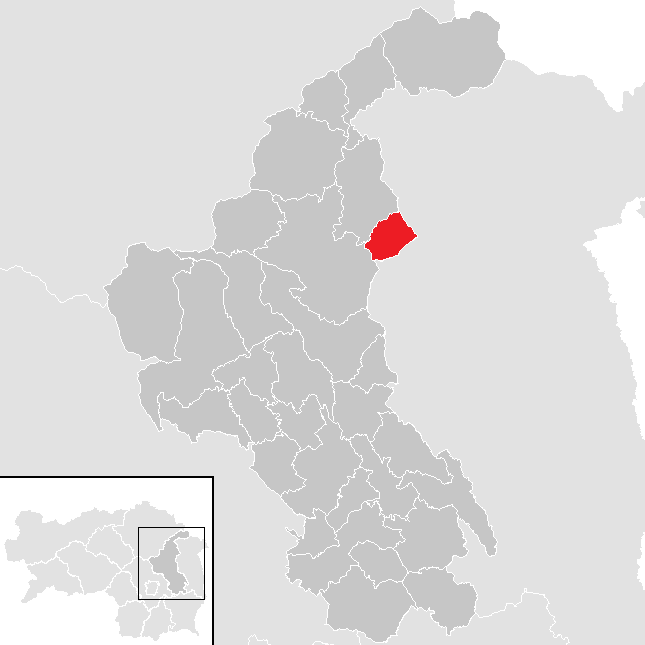
Miesenbach bei Birkfeld a Weizi járásban

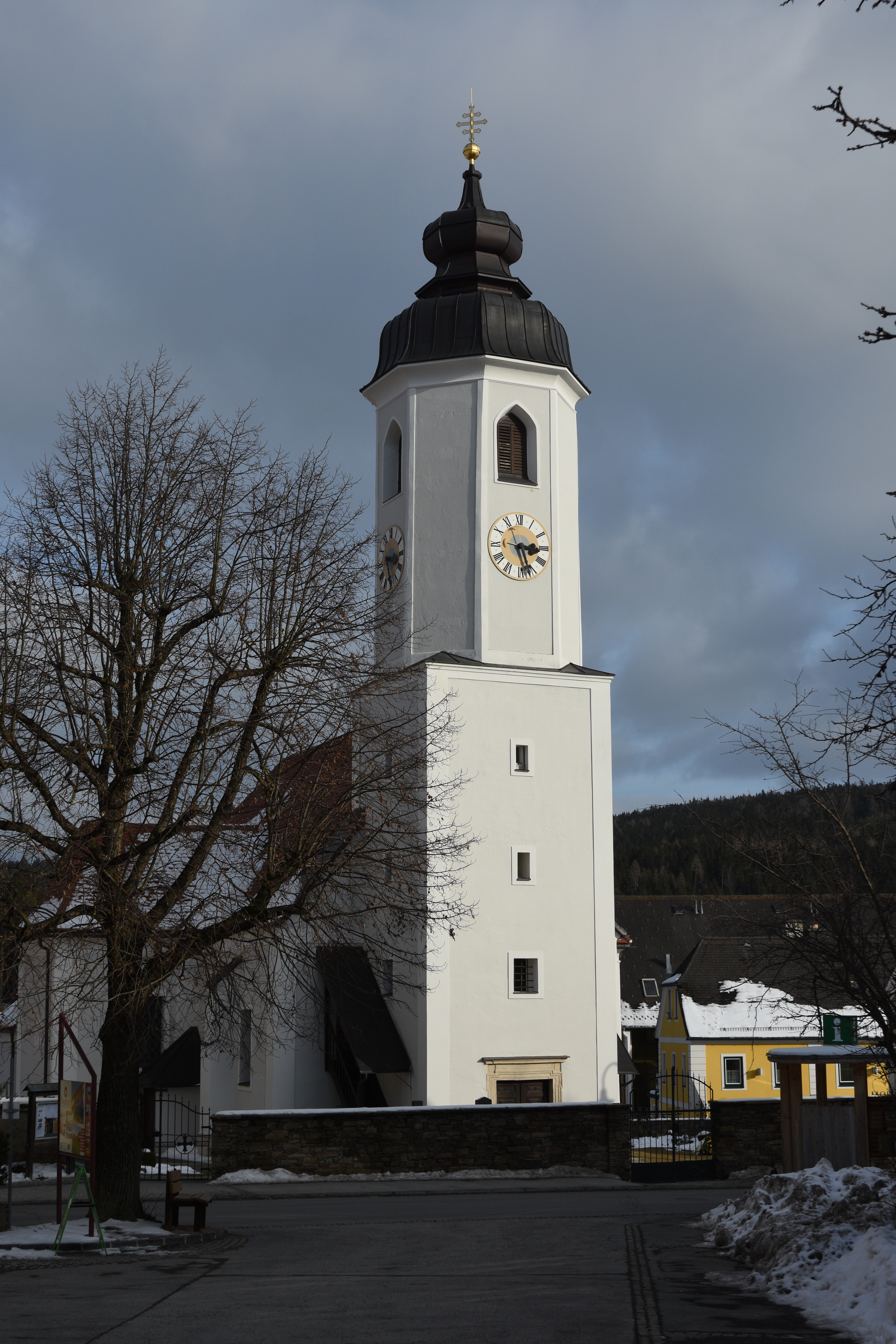
A Szt. Kunigunda-templom

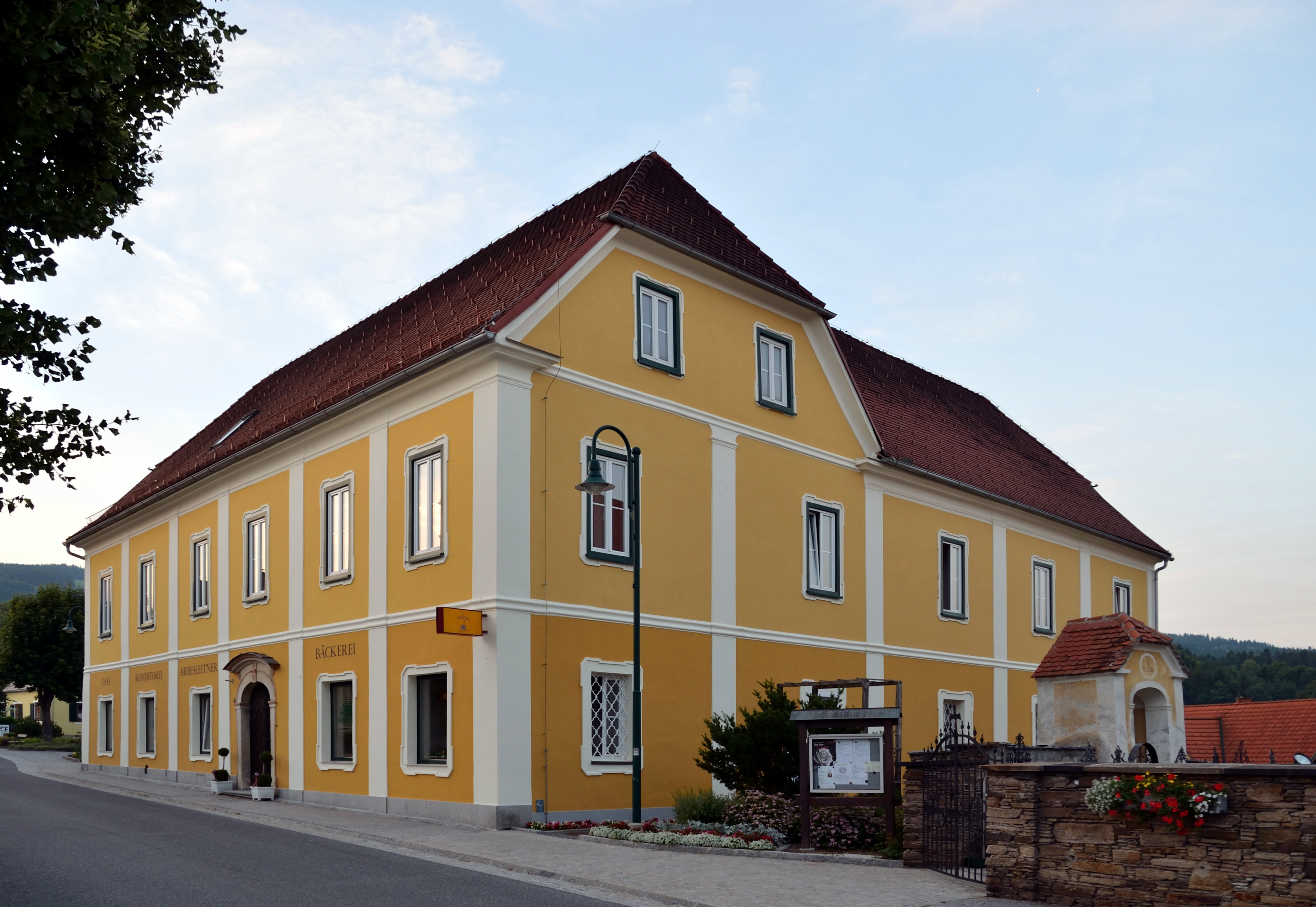
A régi plébánia

Miesenbach bei Birkfeld a Joglland hegyvidékén fekszik a Miesenbach patak mentén. Legmagasabb pontja az 1256 méteres Wildwiesen. Az önkormányzat két településrészt egyesít: Berg- und Hinterleitenviertel (247 lakos 2018-ban) és Dorfviertel (449 lakos).
A környező önkormányzatok: délnyugatra Birkfeld, északnyugatra Strallegg, északkeletre Wenigzell, délkeletre Pöllau.

## Története
Miesenbachot először 1318-ban említik, amikor a falu birtokosa, Wulfing von Stubenberg és Heinrich seckaui püspök nézeteltérésbe keveredett a tized fizetéséről. A település templomáról elsőként 1416-ban emlékeznek meg írásban.

## Lakosság
A Miesenbach bei Birkfeld-i önkormányzat területén 2018 januárjában 696 fő élt. A lakosságszám 2001 óta (akkor 756 fő) csökkenő tendenciát mutat. 2015-ben a helybeliek 99,2%-a volt osztrák állampolgár; a külföldiek közül 0,4% a régi (2004 előtti), 0,4% az új EU-tagállamokból érkezett. 2001-ben a lakosok 98,1%-a római katolikusnak vallotta magát.

## Látnivalók
- a Szt. Kunigunda-plébániatemplom mai formáját a 17. század végén nyerte el. Harangja 1577-ből, főoltára 1685-ból való. A második világháborúban egy tüzérségi lövedék megrongálta a toronysüvegét. 1727-ben emelték plébániatemplomi rangra.
- a 18. századi volt plébánia
- barokk Golgota-stációk

## Fordítás
- Ez a szócikk részben vagy egészben  a   Miesenbach bei Birkfeld című német Wikipédia-szócikk ezen változatának fordításán alapul.  Az eredeti cikk szerkesztőit annak laptörténete sorolja fel. Ez a jelzés csupán a megfogalmazás eredetét és a szerzői jogokat jelzi, nem szolgál a cikkben szereplő információk forrásmegjelöléseként.